# مولفینگن
مولفینگن (به آلمانی: Mulfingen) یک شهر در آلمان است که در هوهنلوهه واقع شده‌است. مولفینگن ۳٬۸۵۲ نفر جمعیت دارد.